# Lokomotiva 753.6
Lokomotivy řady 753.6 (tovární označení EffiLiner 1600) jsou dieselelektrické lokomotivy určené pro nákladní traťovou službu vyráběné do roku 2020. Tato řada vznikla komplexní modernizací lokomotiv řady 750 až 753 nebo odvozených řad společností CZ LOKO. Lokomotiva je skříňová se dvěma stanovišti strojvedoucího. Na rozdíl od lokomotiv 753 a odvozených typů "brejlovců"  je na první pohled zřetelný nový design čela lokomotivy. Lokomotivy této řady provozují společnosti SD-KD, ČD Cargo, Orlen Unipetrol Doprava, CER Cargo Holding, Rail Cargo Carrier - Czech Republic, Rail Cargo Carrier - Slovakia a Prvá Slovenská železničná.

## Vznik lokomotivní řady
Společnost CZ LOKO rekonstruovala první brejlovce řad 750 a 753 už roku 2002 pro italské zákazníky na řadu 753.7, devatenáct lokomotiv odvozené řady 750.7 určených pro osobní dopravu provozují také České dráhy. Později projevili zájem i další čeští dopravci a od roku 2012 bylo na základě jejich požadavků zrekonstruováno 18 lokomotiv původních řad 750/753 jako řada 753.6 s továrním označením EffiLiner 1600. Jedná se o celkovou modernizaci lokomotivy, která se odlišuje nejen technicky, ale i novým designem lokomotivních čel. Byl dosazen nový spalovací motor CAT 3512 HD o výkonu 1550 kW a řídicí systém MSV. Elektronika s funkcí automatické regulace rychlosti (ARR), automatického vedení vlaku (AVV) a možností vícenásobného řízení. Lokomotiva může být vybavena systémem ETCS.

## Galerie

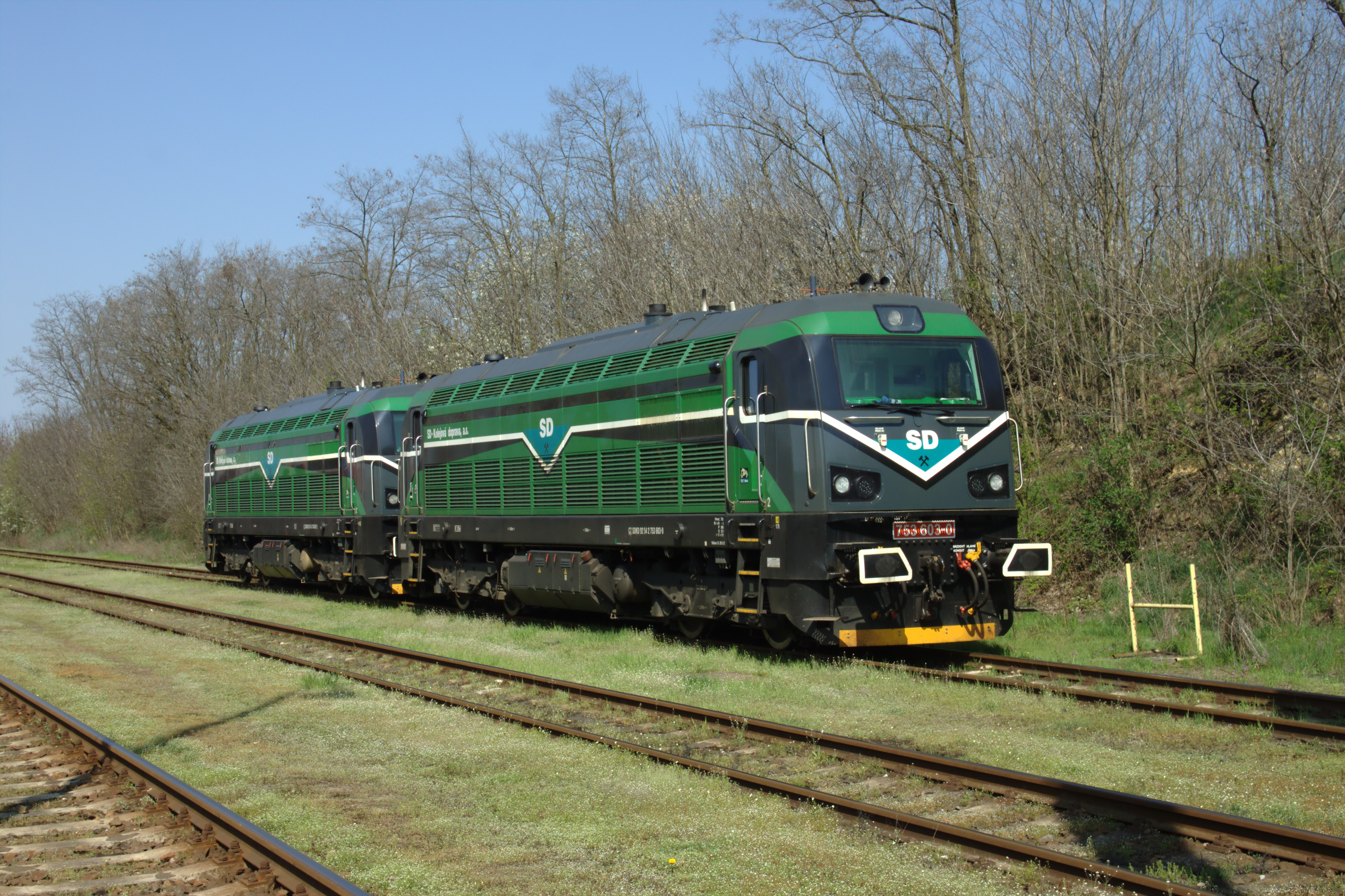
Dvojice lokomotiv dopravce SD-KD
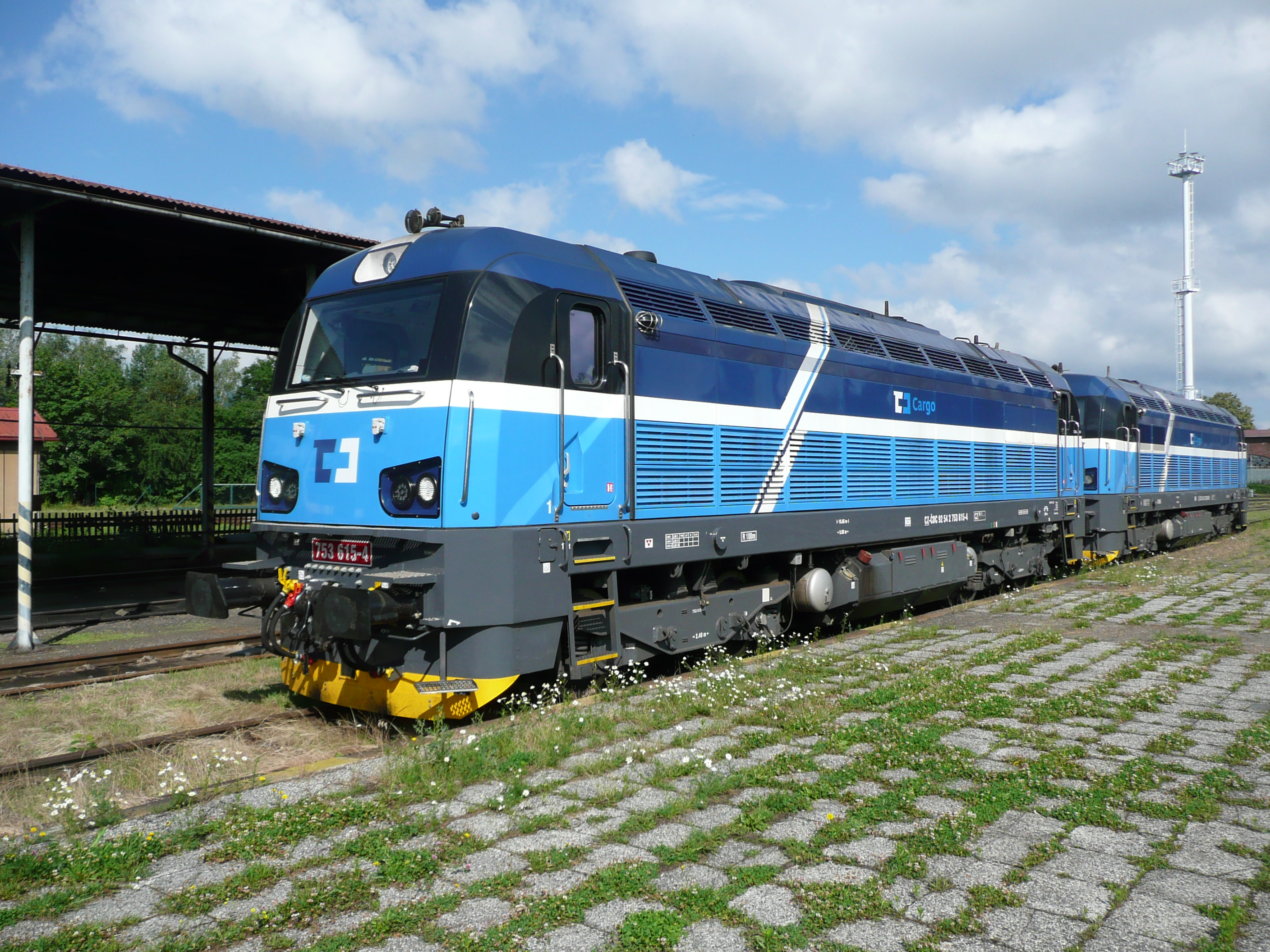
Dvojice lokomotiv dopravce ČD Cargo
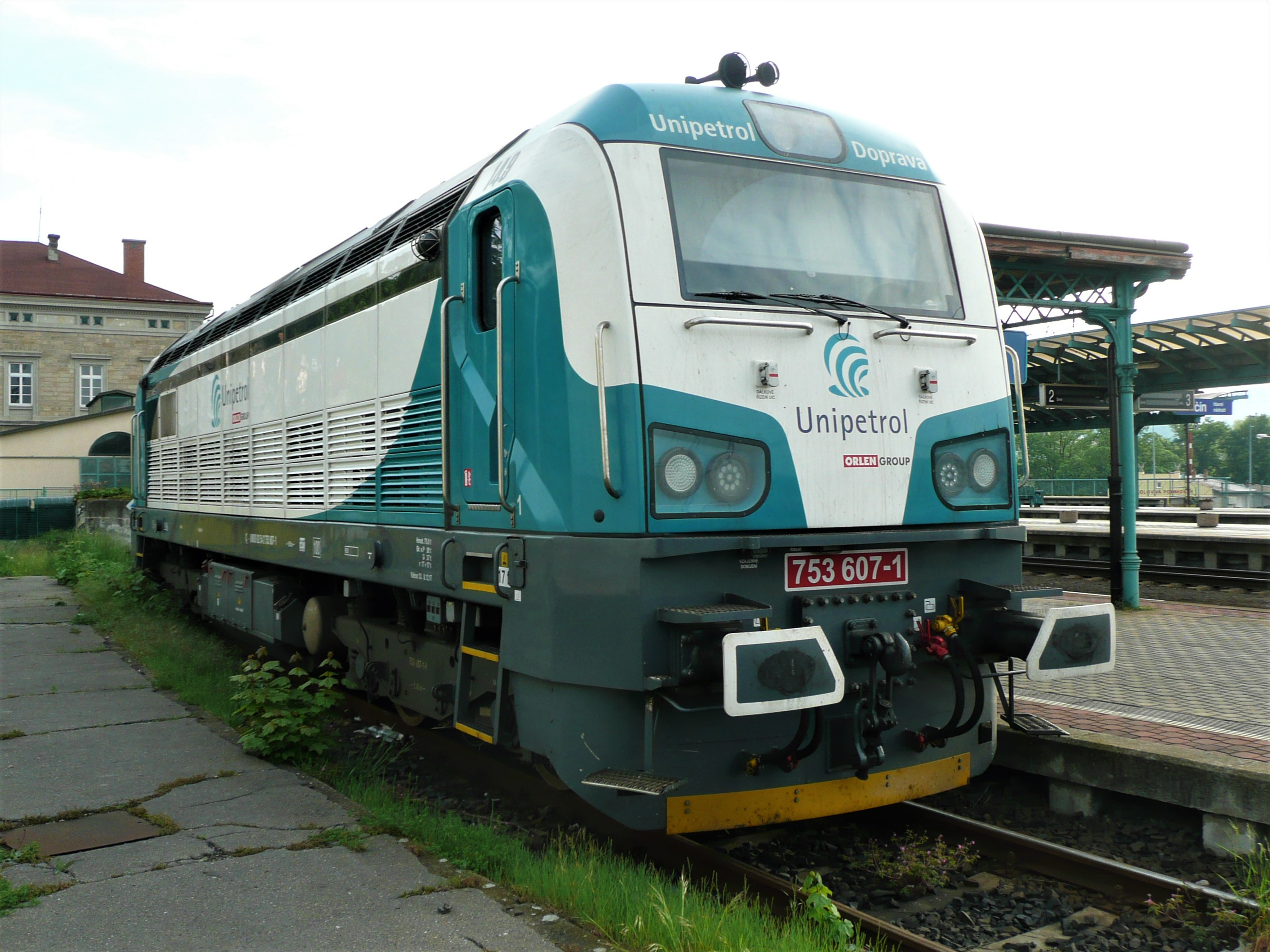
Lokomotiva dopravce Unipetrol Doprava
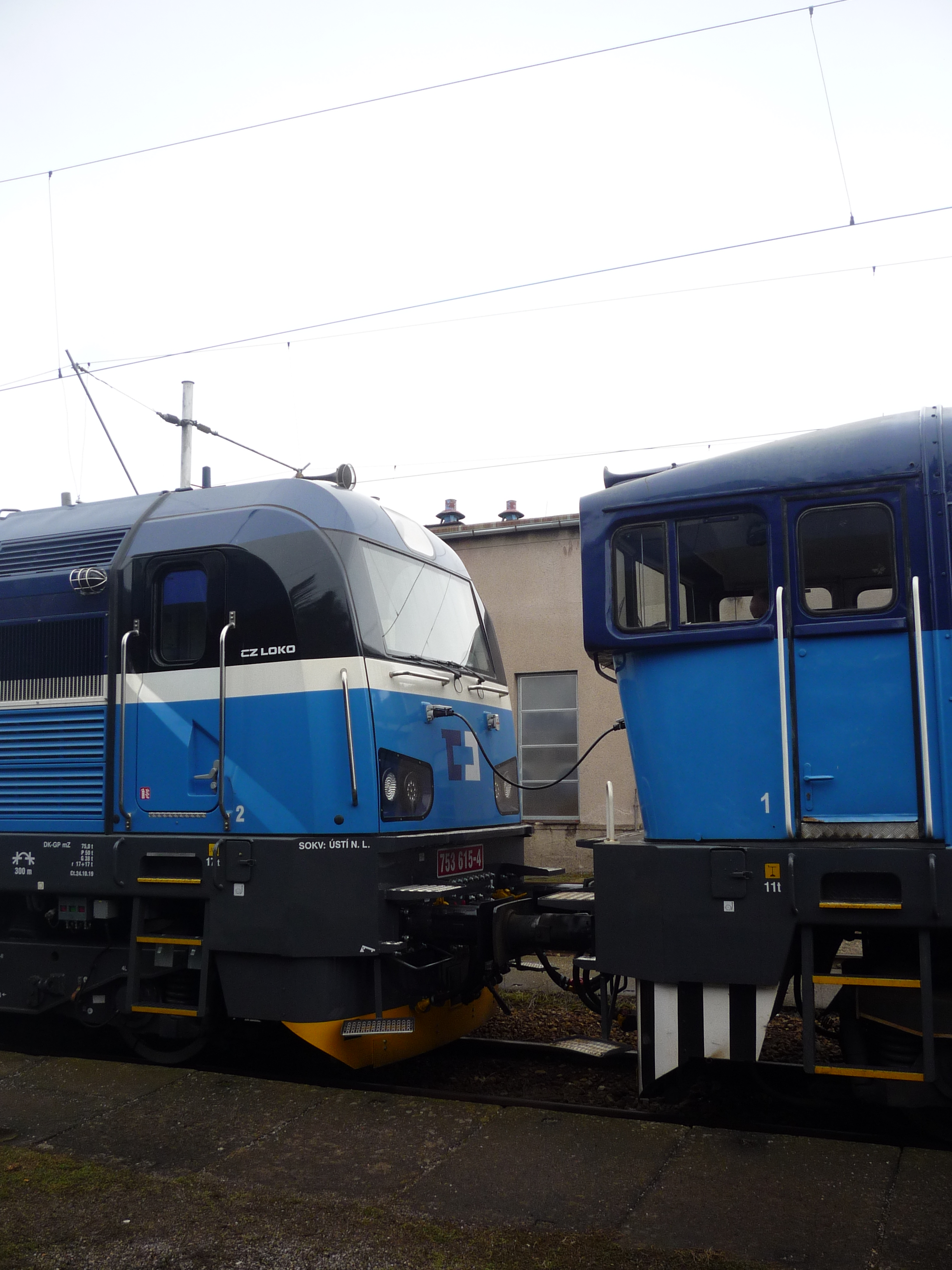
Srovnání čela původního brejlovce a rekonstruované lokomotivy 753.6.